# Largo Stefano Gaj Taché
Largo Stefano Gaj Taché är ett litet torg i Rom, beläget i Rione Sant'Angelo. Torget är uppkallat efter den 2-årige Stefano Gaj Taché, som den 9 oktober 1982 dödades av splitter, när palestinska terrorister kastade handgranater och avlossade maskingevärseld vid Roms stora synagoga. Sammanlagt 37 personer skadades, bland andra Stefano Gaj Tachés äldre bror, 4-årige Gadiel Gay Taché.

## Kommunikationer
- Busshållplats Lungotevere De' Cenci – Roms bussnät, linje n8